# Веллингтон
Ве́ллингтон (англ. Wellington, маори Te Whanganui-a-Tara, те фангануи-а-тара) — столица Новой Зеландии.
Веллингтон делит с Крайстчерчем второе место в Новой Зеландии по численности населения. С учётом агломерации, Веллингтон — крупнейшая столица среди стран Океании и самая южная столица в мире. Город расположен в регионе Веллингтон в южной части острова Северный. 

## Этимология
Город назван в честь Артура Уэлсли — 1-го герцога Веллингтона, британского полководца, победителя при Ватерлоо, премьер-министра Великобритании. Таким образом предполагалось увековечить «связи метрополии с будущим города», а также выразить благодарность герцогу, который поддержал принципы колонизационного плана Уильяма Уэйкфилда — основателя города.
Среди коренного населения Новой Зеландии, полинезийского народа маори, город известен под тремя названиями. Первое из них — Те Фангануи-а-Тара (маори Te Whanganui-a-Tara, переводится как «великая бухта Тара»). Второе — Понеке (маори Pōneke, переводится как «путешествие в ночь» или является переиначенным «Порт Ник»/«Порт Николсон»), третье — Те Упоко-о-те-Ика-а-Мауи (маори Te Upoko-o-te-Ika-a-Māui, переводится как «голова рыбы Мауи»).
Кроме того, у Веллингтона есть несколько прозвищ: Столица-бухта (англ. The Harbour Capital), Велливуд (англ. Wellywood = Wellington + Hollywood) и Город ветров (англ. Windy City).
На одну неделю в ноябре 2012 года Веллингтон был официально переименован в Middle of Middle-earth (то есть «Середину Средиземья»).

## Природные условия
Веллингтон расположен в юго-западной части острова Северный, в бухте Веллингтон вулканического происхождения, являющейся частью пролива Кука, который разделяет острова Северный и Южный. В ясную погоду из города видны горы Каикоура, расположенные на северо-восточном побережье Южного острова. К северу от города находятся пляжи побережья Капити, на востоке — горы Римутака. Естественная растительность представлена деревьями и кустарниками, среди которых преобладают вечнозелёные виды. В городе расположено 102 парка и места отдыха и развлечений. Площадь Веллингтона составляет 289,9 км².

### Геология
Новая Зеландия расположена на конвергентной границе Австралийской и Тихоокеанской литосферных плит. В связи с этим в регионе часто случаются землетрясения. Территория Веллингтона располагается в южной части Северного острова, где располагается «система разломов Северного острова». Эта система является южным окончание жёлоба Кермадек. В результате этого город признан сейсмоопасным.
Веллингтон сильно пострадал в результате серии землетрясений в 1848 году и ещё одного землетрясения в 1855 году. Землетрясение в Уаирарапе в 1855 году произошло в результате разлома Уаирарапа к северу и востоку от Веллингтона. Это было, вероятно, самое мощное землетрясение за всю зарегистрированную историю Новой Зеландии, магнитуда которого, по оценкам, составила не менее 8,2. Это вызвало вертикальные перемещения на два-три метра на большой площади, в том числе поднятие суши из гавани и превращение её в «приливное болото». Впоследствии большая часть этой земли была освоена и в настоящее время является частью центрального делового района.
Через центр города проходит крупный разлом Веллингтон, а также несколько других, расположенных поблизости. В пределах городской территории было выявлено несколько сотен линий мелких разломов. Жители, особенно в высотных зданиях, как правило, ежегодно сталкиваются с несколькими землетрясениями. В течение многих лет после землетрясения 1855 года большинство зданий были полностью построены из пиломатериалов. Отреставрированные в 1996 году правительственные здания рядом с парламентом являются самым большим деревянным зданием в Южном полушарии. В то время как каменная кладка и стальные конструкции впоследствии стали использоваться в строительстве зданий, особенно офисных, деревянные каркасы остаются основным конструктивным элементом почти всех жилых зданий. После землетрясений в Кентербери в 2010 и 2011 годах готовность к землетрясениям стала ещё более серьёзной проблемой, поскольку городской совет Веллингтона объявил здания сейсмоопасными, а также расходы на соответствие новым стандартам.
Каждые пять лет под Веллингтоном происходит медленное землетрясение продолжительностью в год, которое простирается от Капити до проливов Мальборо. Впервые оно было зафиксировано в 2003 году и повторилось в 2008 и 2013 годах. При этом высвобождается столько же энергии, сколько при землетрясении магнитудой 7 баллов, но, поскольку это происходит медленно, никаких разрушений нет.
В июле и августе 2013 года произошло много землетрясений, в основном в проливе Кука близ Седдона. Все началось в 17:09 в воскресенье, 21 июля 2013 года, когда в городе Седдон произошло землетрясение магнитудой 6,5, но сообщения о цунами не подтвердились, равно как и о каких-либо серьёзных разрушениях. В пятницу, 16 августа 2013 года, в 14:31 на озере Грассмер произошло землетрясение, на этот раз магнитудой 6,6, но серьёзных разрушений снова не произошло, хотя многие здания были эвакуированы. В понедельник, 20 января 2014 года, в 15:52 на нижнем Северном острове, в 15 км к востоку от Экетахуны, произошло мощное землетрясение магнитудой 6,2, которое ощущалось в Веллингтоне, но первоначально сообщалось о незначительных разрушениях.
В понедельник, 14 ноября 2016 года, через две минуты после полуночи землетрясение в Кайкоуре магнитудой 7,8, эпицентр которого находился между Калверденом и Кайкоурой на Южном острове, привело к тому, что центральный деловой район Веллингтона, Университет Виктории в Веллингтоне и сеть пригородных железных дорог Веллингтона были практически закрыты на весь день для проведения инспекций. В результате землетрясения было повреждено значительное количество зданий, причём 65 % ущерба пришлось на Веллингтон. Впоследствии ряд недавно построенных зданий были снесены, а не восстановлены, часто по решению страховщика. Двум из разрушенных зданий было около одиннадцати лет — семиэтажной штаб-квартире Вооружённых сил Новой Зеландии и статистическому управлению в Сентерпорте на набережной.

### Климат
Веллингтон довольно часто подвергается сильным штормовым ветрам. Климат переходный от умеренного к субтропическому, морской (Cfb по классификации климатов Кёппена). Средняя температура января +17 °C, а июля — +9 °C. За год в среднем выпадает 1445 мм осадков, в основном в виде дождей. Снег идёт только высоко в горах.
| \| Показатель \| Янв. \| Фев. \| Март \| Апр. \| Май \| Июнь \| Июль \| Авг. \| Сен. \| Окт. \| Нояб. \| Дек. \| Год \| \| ----------------------------- \| ---- \| ---- \| ---- \| ---- \| ---- \| ---- \| ---- \| ---- \| ---- \| ---- \| ----- \| ---- \| ---- \| \| Средний суточный максимум, °C \| 20,4 \| 20,5 \| 19,2 \| 16,6 \| 13,9 \| 11,9 \| 11,2 \| 11,8 \| 13,5 \| 15,2 \| 16,8 \| 18,8 \| 15,8 \| \| Средняя температура, °C \| 16,9 \| 17,0 \| 15,9 \| 13,7 \| 11,2 \| 9,3 \| 8,5 \| 9,1 \| 10,5 \| 12,0 \| 13,5 \| 15,5 \| 12,7 \| \| Средний суточный минимум, °C \| 13,4 \| 13,4 \| 12,6 \| 10,7 \| 8,5 \| 6,7 \| 5,9 \| 6,4 \| 7,5 \| 8,9 \| 10,3 \| 12,2 \| 9,7 \| \| Норма осадков, мм \| 78 \| 60 \| 95 \| 106 \| 120 \| 138 \| 142 \| 134 \| 103 \| 98 \| 94 \| 90 \| 1258 \| \| Источник: World Climate \| \| \| \| \| \| \| \| \| \| \| \| \| \| |      |      |      |      |      |      |      |      |      |      |       |      |      |
| Показатель | Янв. | Фев. | Март | Апр. | Май  | Июнь | Июль | Авг. | Сен. | Окт. | Нояб. | Дек. | Год  |
| Средний суточный максимум, °C | 20,4 | 20,5 | 19,2 | 16,6 | 13,9 | 11,9 | 11,2 | 11,8 | 13,5 | 15,2 | 16,8  | 18,8 | 15,8 |
| Средняя температура, °C | 16,9 | 17,0 | 15,9 | 13,7 | 11,2 | 9,3  | 8,5  | 9,1  | 10,5 | 12,0 | 13,5  | 15,5 | 12,7 |
| Средний суточный минимум, °C | 13,4 | 13,4 | 12,6 | 10,7 | 8,5  | 6,7  | 5,9  | 6,4  | 7,5  | 8,9  | 10,3  | 12,2 | 9,7  |
| Норма осадков, мм | 78   | 60   | 95   | 106  | 120  | 138  | 142  | 134  | 103  | 98   | 94    | 90   | 1258 |
| Источник: World Climate |      |      |      |      |      |      |      |      |      |      |       |      |      |

## Население
По данным 2007 года, численность населения городской зоны Веллингтона составляла около 460 тысяч человек, а численность делового центра (англ. Wellington City) — 190 500 человек. В прилегающих к городской черте населённых пунктах, регионально относящихся к «большому Веллингтону», проживает ещё 182 000 человек. Ежегодный прирост населения составляет в среднем 3,5 %.
Приблизительно 19 % численности населения составляют дети младше 15 лет и около 9 % — люди старше 65 лет. Среди этнических групп преобладают европейцы, составляющие около 70,2 % от общей численности населения города. Следующей крупнейшей этнической группой является маори — около 7,8 % населения города. Остальная часть населения это в основном представители различных азиатских народов и выходцы из стран Полинезии.
Преобладающим языком общения является английский. Другими наиболее часто используемыми языками являются французский, маори, самоанский, немецкий и китайский.
Большая часть жителей Веллингтона исповедует христианство. Последователи ислама, иудаизма и буддизма также широко представлены в Веллингтоне.

## История развития

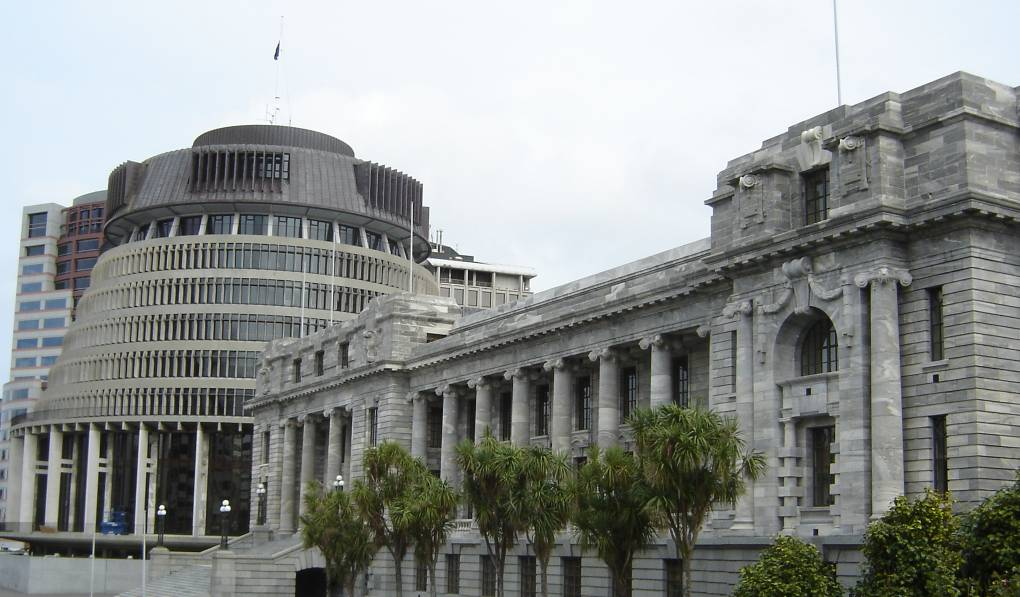
Веллингтон. Здание парламента (Улей).

В начале XIX века начался процесс захвата европейцами земель коренного населения маори. В 1839 году полковник Уильям Уэйкфилд, служивший в Новозеландской компании, основал город немного северней его современного расположения. Однако в 1840 году сильные разливы реки Хатт заставили переселиться южнее. Первые переселенцы назвали город Веллингтоном в честь фельдмаршала герцога Артура Уэлсли Веллингтона, командующего объединёнными англо-голландскими войсками, в благодарность за ту помощь, которую он оказал первым переселенцам. Сильное землетрясение 1848 года вызвало серьёзные разрушения в городе, а в 1854 году по той же причине погибло много людей. В 1865 году Веллингтон стал столицей Новой Зеландии, которой остаётся и поныне.

## Транспорт
- Веллингтон (аэропорт)
- Веллингтон (вокзал)
- Веллингтонский фуникулёр

## Культурное значение

### Архитектура
Веллингтон — красивый и уютный город, с большим количеством мостов, виадуков, тоннелей, парков и скверов. Многообразен его архитектурный облик: эклектические сооружения, относящееся к XIX — первой половине XX веков, на улицах города сочетаются со зданиями современного стиля и массовой деревянной застройкой. Одной из интереснейших построек столицы является круглое здание парламента, которое горожане называют ульем. Напротив парламента расположен бывший дворец правительства, являющейся второй в мире по величине постройкой из дерева. Также привлекает внимание собор Святого Павла. Впечатляет Веллингтонский ботанический сад, который расположился на склоне высокой горы. Особой гордостью города можно также считать зоопарк, в котором животные размещаются чаще всего не в клетках, а в просторных открытых вольерах. В городе расположен Веллингтонский музей и Веллингтонский оперный театр.

### Кино
В городе размещается известная студия по производству спецэффектов для кинофильмов — Weta Digital, награждённая премией «Оскар».

## Достопримечательности

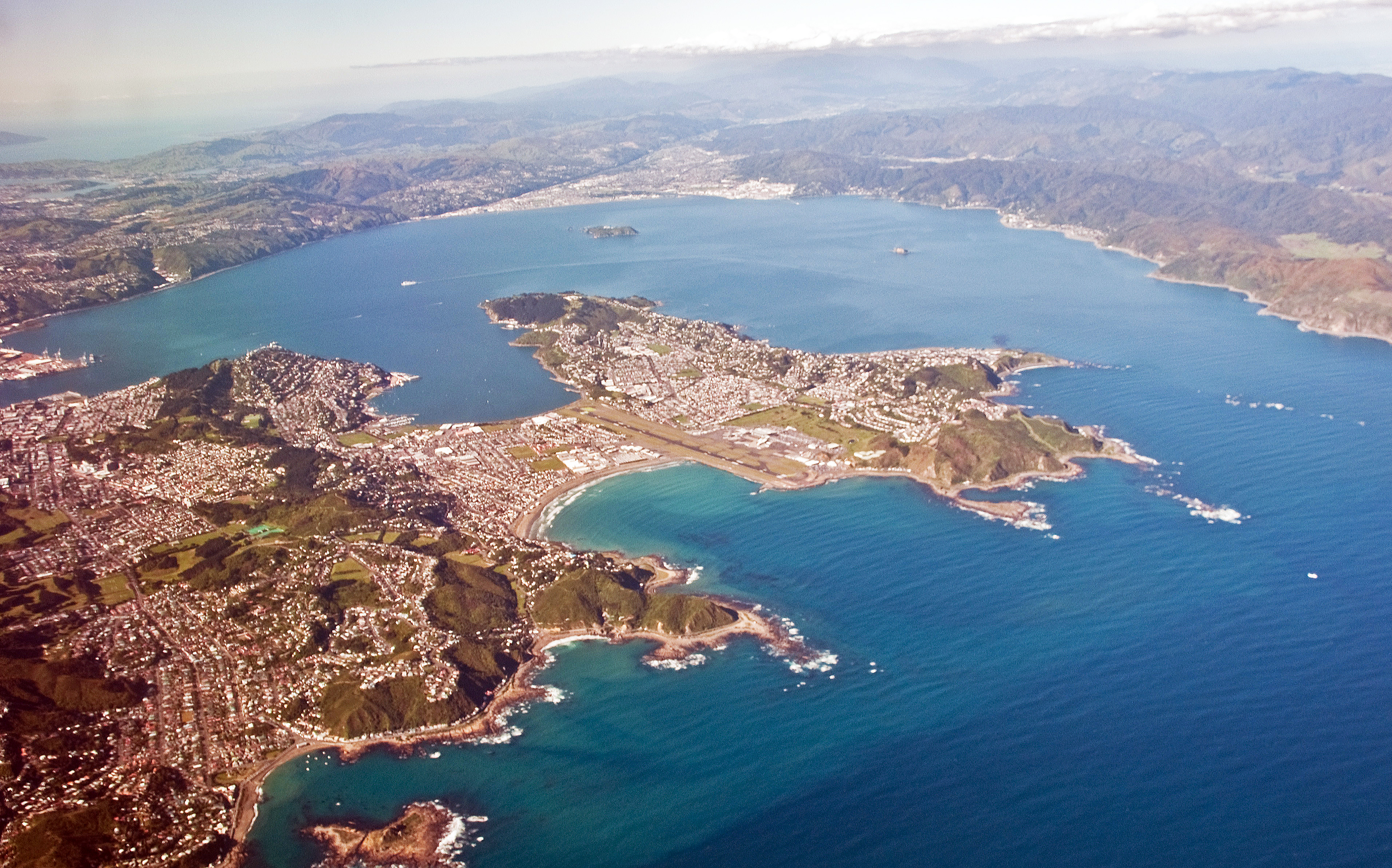
Аэроснимок гавани Веллингтона

- Веллингтонский фуникулёр — один из главных туристических символов Веллингтона. Поднимается на высоту 120 м от набережной Лэмбтон к Келбёрну.
- Собор Святого Павла — здание бывшего англиканского готического собора, сегодня используется как туристический аттракцион и место проведения различных собраний. Новый собор построен в стиле ар-деко.
- Веллингтонский ботанический сад — ботанический сад площадью в 25 га. Одновременно используется как парк для отдыха.
- Отари-Уилтонс-Буш — ещё один ботанический сад с участком первобытного леса. Его особенность в разведении и сохранении исключительно местных видов.
- Веллингтонский зоопарк — зоопарк, основанный в 1906 году, с собственной ветеринарной лечебницей, где посетителям можно наблюдать за работой ветеринаров.
- Веллингтонский музей — расположен в историческом здании. В 2013 году газета The Times назвала его одним из 50 лучших музеев мира.
- Те-Папа-Тонгарева — «ящик с сокровищами» на языке маори, самый посещаемый музей Новой Зеландии. Ведёт историю от Колониального музея, основанного в 1865 году. Среди экспонатов — галерея картин, одежда различных эпох, гербарий, чучела животных и даже хижина маори в натуральную величину.
- Оперный театр — театр с авансценой. Известен по съёмкам фильма Питера Джексона «Кинг-Конг».
- Веллингтонская гавань — крупный естественный залив, закрытый от волн Тихого океана, что немаловажно для «ревущих сороковых», где расположен пролив Кука.

## Международные организации
Штаб квартира СПРФМО (South Pacific Regional Fisheries Management Organisation), организация, занимающаяся контролем открытых вод и ИЭЗ Южной части Тихого океана, находится в Веллингтоне.

## Города-побратимы
- Австралия — Сидней

## Любопытные факты
Является почти точным географическим антиподом столицы Испании, Мадрида. Разница долгот между этими городами — более 178 градусов, расстояние по дуге большого круга превышает 19 800 км.